# شتاب و طغیان
«شتاب و طغیان» (انگلیسی: Hustle & Flow) فیلمی در ژانر درام به کارگردانی کریگ برو است که در سال ۲۰۰۵ منتشر شد.
این فیلم برنده جایزه اسکار بهترین ترانه در سال ۲۰۰۵ شده است.

## بازیگران
- ترنس هاوارد
- آنتونی اندرسون
- تارین منینگ
- ترجی پی. هنسون
- دی‌جی کوالز
- لوداکریس
- الیز نئال
- آیزاک هیز